# Leopoldów (powiat lipski)
Leopoldów – wieś sołecka w Polsce położona w województwie mazowieckim, w powiecie lipskim, w gminie Lipsko.
| SIMC    | Nazwa        | Rodzaj     |
| ------- | ------------ | ---------- |
| 0628224 | Konstantynów | przysiółek |

W latach 1975–1998 miejscowość administracyjnie należała do województwa radomskiego.
Wierni Kościoła rzymskokatolickiego należą do parafii Świętych Apostołów Piotra i Pawła w Krępie Kościelnej.
W lipcu 1915 roku w miejscowości stacjonowały dwie kompanie Legionu Puławskiego, które osłaniały rosyjskie oddziały zajmujące pozycje pod wsiami Ludwików, Kadłubek i Nowa Wieś. 17 lipca 1915 roku, podczas ofensywy niemieckiej Landwehry, polscy legioniści osłaniali odwrót Rosjan. Ogień był prowadzony ze skraju lasku pod Leopoldowem, który został ostrzelany przez niemiecką artylerię. Legioniści w boju stracili 10 zabitych i 40 rannych żołnierzy.